# Gray (unitat)
El gray, símbol Gy, és la unitat del SI per a la mesura de la dosi absorbida de radiació ionitzant pels teixits dels éssers vius. Un gray correspon a l'absorció d'un joule d'energia irradiada per part d'un quilogram de matèria de manera uniforme.
{\displaystyle \mathrm {1\,Gy={\frac {1\,J}{1\,kg}}={\frac {1\,m^{2}}{1\,s^{2}}}} }
El gray és una unitat derivada de les unitats bàsiques adoptada el 1975 a la 15a Conferència General de Pesos i Mesures, i anomenada en honor del radiòleg anglès Louis Harold Gray (1905-1965), que ja havia utilitzat una definició similar el 1940. Cal fer notar que les unitats usades, joule per quilogram (J/kg o J·kg−1), són les mateixes per mesurar la dosi absorbida i la dosi equivalent de radiació. Per evitar confusions es fan servir unitats específiques, el gray i el sievert respectivament.
L'absorció de radiació per sobre d'un cert llindar danya el teixit viu i provoca efectes deterministes. La gravetat d'aquests efectes és proporcional a l'energia absorbida sobre la massa, mesurada en grays: energia dipositada per unitat de massa J·kg−1, tal com estableix el Sistema Internacional d'Unitats (SI). Per calcular el dany orgànic, la dosi absorbida es multiplica pel coeficient d'eficàcia biològica relativa (EBR) que considera el tipus de radiació (raigs α, raigs β, raigs γ, neutrons, protons...), l'efecte biològic que provoca, la durada de l'exposició i el teixit implicat. La EBR s'estableix com el quocient entre la dosi absorbida d'una radiació de referència i la dosi absorbida de la radiació considerada que produeix el mateix efecte biològic que la de referència. Com a radiació de referència per a calcular l'eficàcia biològica relativa es pren radiació X d'una energia de 250 keV (40,05 fJ o 40,05 × 10–15 J).
El gray mesura l'energia dipositada per la radiació sobre un teixit biològic. Els efectes biològics varien en funció del tipus i energia de la radiació, de l'organisme que rep la radiació i dels teixits que en són afectats. El sievert intenta comptabilitzar aquestes variacions. Una dosi de 10-20 grays de radiació d'alta energia, rebuda al mateix temps, pot ser fatal pels humans. Una dosi com aquesta representa 750-1 500 joules per als 75 kg d'un adult (equivalent a l'energia química d'uns quants grams de sucre).
Un gray equival a 100 rad (de l'anglès radiation absorbed dose), la unitat que fou substituïda pel gray.

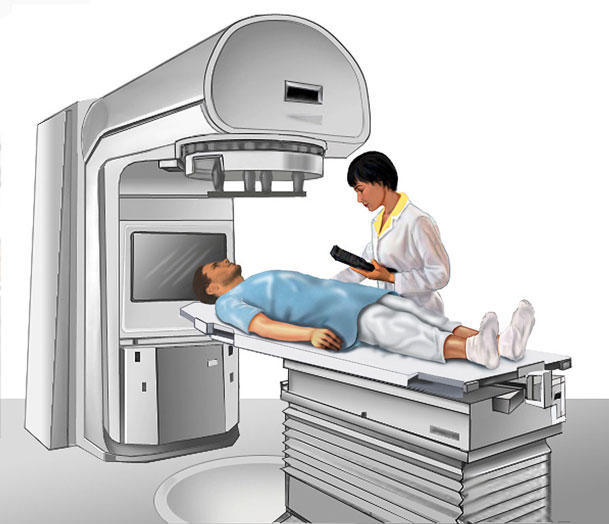
Tractament amb radioteràpia.

## Tractaments mèdics
El gray s'empra per mesurar la quantitat d'energia absorbida en proves mèdiques. Així una dosi al cristal·lí dels ulls procedent d'una tomografia computada cerebral és d'uns 60 mGy (mil·ligrays) i una dosi a la glàndula tiroide d'una tomografia computada de tòrax és d'uns 10 mGy. Per altra banda, també s'empra en radioteràpia. Per regla general, aquests tractaments es fan fraccionats, amb irradiacions d'1,8 Gy a 3,0 Gy al dia durant cinc dies a la setmana i durant 5-8 setmanes (20-30 sessions). Nogensmenys, estudis recents han demostrat que molts de tumors es poden tractar reduint el fraccionament i emprant dosis més altes (entre 4 i 7 Gy per sessió en 5-15 sessions) amb els mateixos resultats i millor tolerància. També s'han dissenyat tècniques que poden concentrar la radiació en zones per sota del mil·límetre, la qual cosa permet emprar dosis d'entre 12 i 24 Gy en una única fracció o en poques sessions (3-5 sessions de 7-20 Gy).
| Organ     | Cervell | Mèdula espinal, cor, intestí | Fetge | Pulmó, ronyó | Mèdula òssia | Ovari | Testicles |
| --------- | ------- | ---------------------------- | ----- | ------------ | ------------ | ----- | --------- |
| Dosi (Gy) | 60      | 45                           | 30    | 20           | 2,5          | 2,0   | 1,0       |

## Malaltia per irradiació

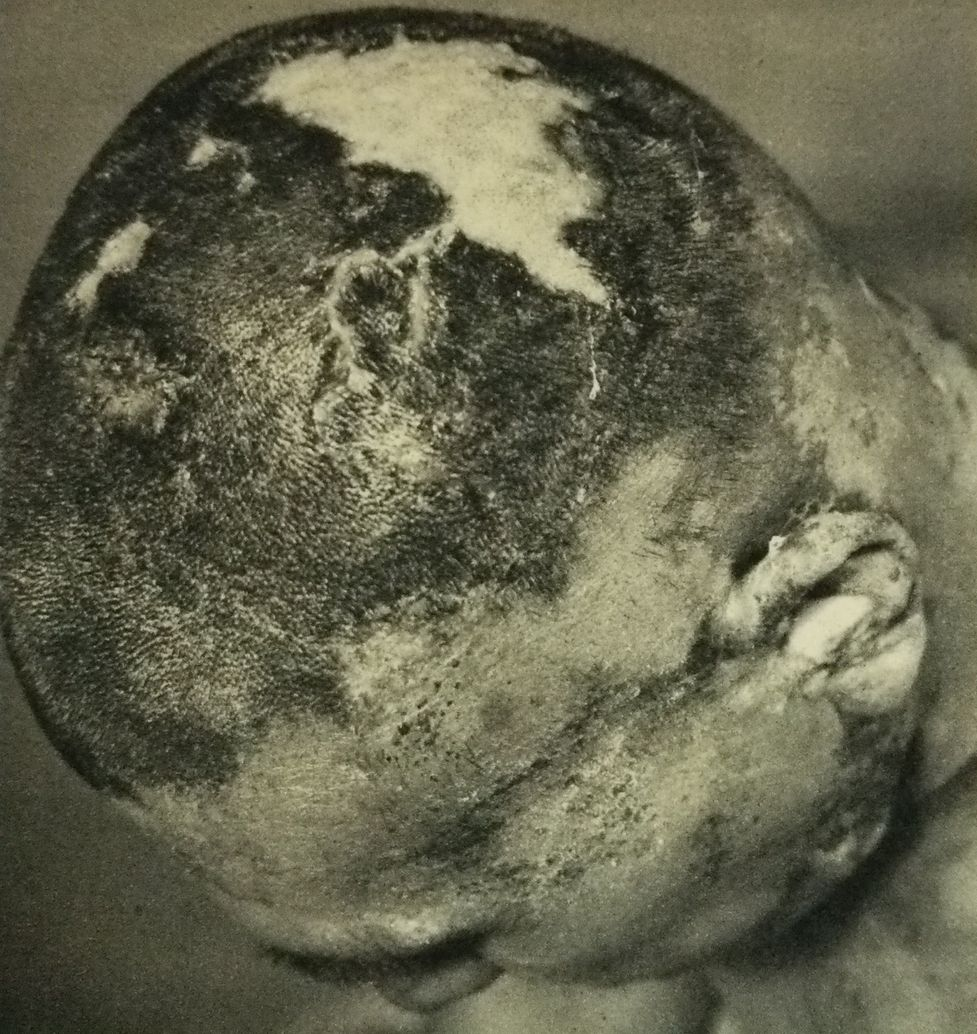
Cremades ocasionades a un tripulant del Daigo Fukuryū Maru per una explosió nuclear d'una bomba H a l'atol de Bikini el 1954.

La radiació ionitzant té prou energia per afectar els àtoms de les cèl·lules vives i, per tant, danyar el seu material genètic (ADN). Afortunadament, les cèl·lules del nostre cos són extremadament eficients per reparar aquest dany. Això no obstant, si el dany no es repara correctament, una cèl·lula pot morir o tornar-se cancerosa. L'exposició a nivells molt alts de radiació, per exemple, per estar a prop d'una explosió atòmica, pot causar efectes aguts sobre la salut, entre ells, cremades de pell i síndrome d'irradiació aguda (actinotoxèmia, radiotoxèmia o malaltia per irradiació). També pot provocar efectes a llarg termini en la salut, com ara càncer i malalties cardiovasculars. Si bé l'exposició als baixos nivells de radiació presents al medi ambient no causa efectes immediats a la salut, és un factor secundari de risc general de càncer.
Principalment, s'identifiquen tres síndromes clíniques vinculades a diferents intervals de dosi de radiació: la síndrome hematopoètica, la síndrome gastrointestinal i la síndrome neurològica.
- La síndrome hematopoètica, que habitualment es manifesta amb dosis de radiació compreses entre 2 i 6 Gy, es caracteritza per la supressió de la medul·la òssia, la qual cosa indueix l'aparició d'anèmia, trombocitopènia i leucopènia. Aquest quadre clínic pot derivar en infeccions recurrents, hemorràgies i fatiga.
- La síndrome gastrointestinal, associada a dosis d'entre 6 i 30 Gy, ocasiona lesions en el revestiment del tracte gastrointestinal, la qual cosa condueix a nàusees, vòmits, diarrea i deshidratació.
- Finalment, la síndrome neurològica, que es presenta amb dosis superiors a 30 Gy, genera alteracions en el sistema nerviós central, manifestant-se amb atàxia, letargia, confusió, convulsions i, eventualment, coma.[11]

Cal indicar que no hi ha consens en els intervals i varien segons els autors.

## Louis Harold Gray
Louis Harold Gray (Londres 1905-1965) fou un destacat radiòleg britànic. Als 18 anys, Gray s'interessà per la física molecular i el 1924 entrà al Trinity College de la Universitat de Cambridge. No tenia gens d'interès previ per la biologia ni cap coneixement de la matèria. El 1929, gràcies al seu excel·lent rendiment acadèmic, aconseguí una plaça d'investigador al Laboratori Cavendish. Sota la direcció de James Chadwick (1891-1974), Premi Nobel de Física del 1935, i Charles Drummond Ellis (1895-1980), Gray estudià els raigs còsmics. El 1929 publicà el seu primer article, titulat The Absorption of Penetrating Radiation, que tractava principalment els raigs gamma i, més endavant, amb Ernest Rutherford (1871-1937), Premi Nobel de Química del 1908, publicà The Scattering of Hard Gamma Rays: Pt. 1 (1930) i The Scattering of Hard Gamma Rays: Pt. 2 (1931), que li van servir de tesi doctoral.
Gray s'incorporà el 1933 a l'Hospital Mount Vernon, al districte londinenc de Hillingdon, que buscava un físic per ajudar en els seus esforços per mesurar la radioactivitat i els raigs X utilitzats en els tractaments contra el càncer. Els físics hospitalaris eren escassos en aquella època, i Gray aplicà mètodes de dosimetria basats en la física en radioteràpia i començà a considerar que, basant-se en experiments destinats a determinar la dosi de radiació absorbida en les lesions canceroses dels pacients, la resposta es podia obtenir mitjançant càlcul. Durant la irradiació amb raigs X o amb raigs γ, l'energia absorbida en una substància es produeix a través de la ionització dels electrons secundaris resultants. En general, les mesures basades en la ionització directa només són possibles amb gasos; amb sòlids, normalment són impossibles. Gray descobrí que la quantitat d'energia absorbida en un sòlid es podia determinar obrint una petita cavitat al sòlid, omplint la cavitat amb un determinat gas i mesurant la càrrega elèctrica del gas i ho publicà el 1936. El mètode es basa en l'anomenat principi de Bragg-Gray o equació de Bragg-Gray. El 1938 John Read i Gray definiren una unitat de dosi que es podia adaptar per igual a tots els tipus de radiació ionitzant. Aquesta definició tenia en compte la dosi absorbida pel teixit, així com la dosi de radiació a la qual està exposat el cos humà i que penetra a través d'ell. Quinze anys més tard, el 1953, la Comissió Internacional d'Unitats i Mesura Radiològiques (ICRU) anomenà rad la unitat de radiació absorbida. El 1940, James Cecil Mottram (1879-1945), en col·laboració amb Gray, publicà un article on es demostrava que, quan els ratolins eren irradiats amb dosis idèntiques de raigs X i raigs γ, apareixien diferències en l'eritema i la descamació resultants, i els raigs X tenien l'efecte més gran. Això conduí al descobriment de l'eficàcia biològica relativa (EBR).

## Múltiples i conversions
| Múltiple | Nom       | Símbol |       | Múltiple   | Nom | Símbol |
| -------- | --------- | ------ | ----- | ---------- | --- | ------ |
| 100      | gray      | Gy     |       |            |     |        |
| 10¹      | decagray  | daGy   | 10–1  | decigray   | dGy |        |
| 10²      | hectogray | hGy    | 10–2  | centigray  | cGy |        |
| 103      | quilogray | kGy    | 10–3  | mil·ligray | mGy |        |
| 10⁶      | megagray  | MGy    | 10–6  | microgray  | µGy |        |
| 10⁹      | gigagray  | GGy    | 10–9  | nanogray   | nGy |        |
| 1012     | teragray  | TGy    | 10–12 | picogray   | pGy |        |
| 1015     | petagray  | PGy    | 10–15 | femtogray  | fGy |        |
| 1018     | exagray   | EGy    | 10–18 | attogray   | aGy |        |
| 1021     | zettagray | ZGy    | 10–21 | zeptogray  | zGy |        |
| 1024     | yottagray | YGy    | 10–24 | yoctogray  | yGy |        |